# دايفيد هيليارد
دايفيد هيليارد (بالإنجليزية: David Hilliard)‏ هو مصور أمريكي، ولد في 1964 في لوويل في الولايات المتحدة.